# Gräuelpropaganda

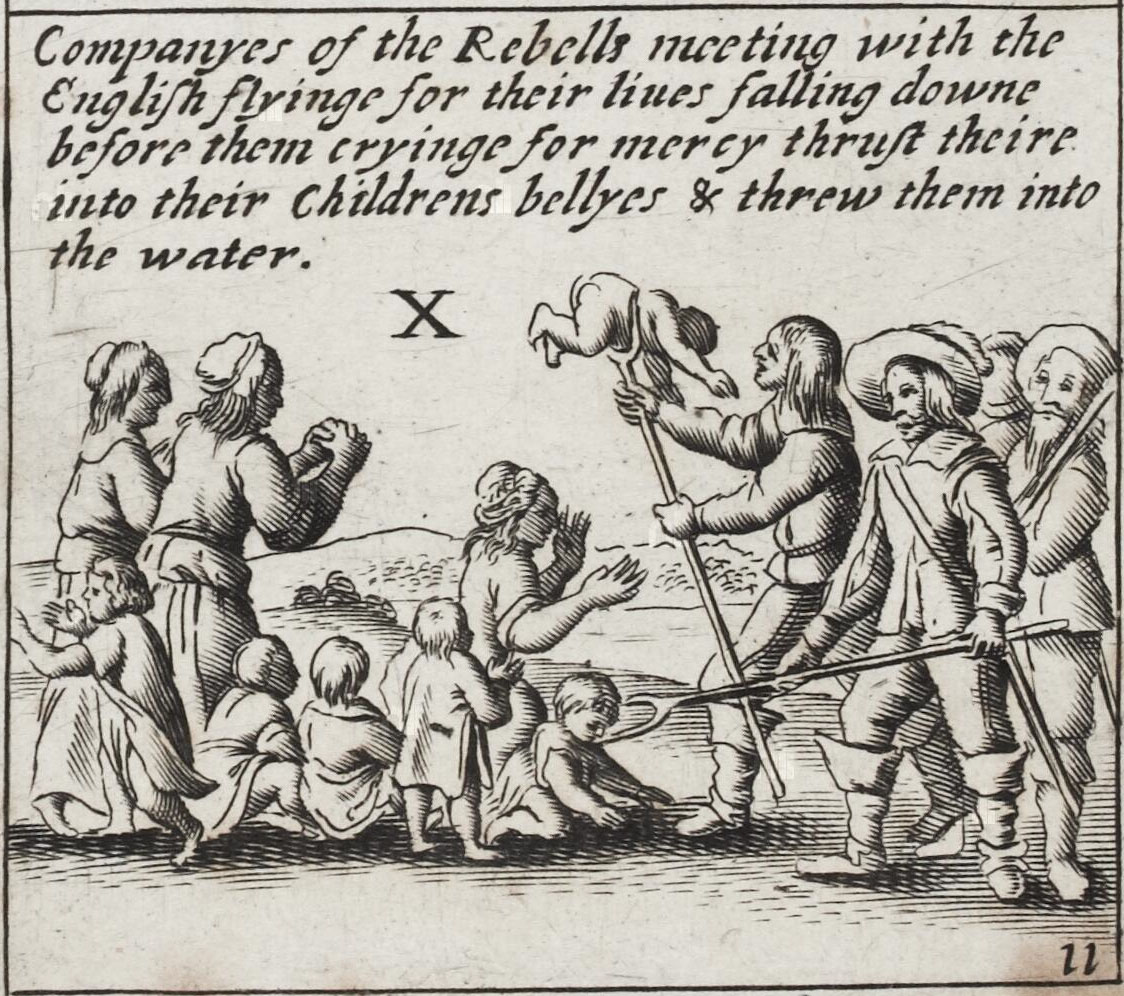
Kompanien der Rebellen, die auf die Engländer trafen, die um ihr Leben flohen und vor ihnen niederfielen und um Gnade schrien, stießen sie in die Bäuche ihrer Kinder und warfen sie ins Wasser." Darstellung angeblicher Gräueltaten der Rebellen während des Irischen Aufstands von 1641.

Gräuelpropaganda ist eine Form politischer Propaganda, bei der versucht wird, einen Gegner zu diffamieren, indem man ihm erfundene oder nicht von ihm begangene Untaten bzw. Gräuel zuschreibt oder von ihm unternommene Handlungen bewusst verzerrt darstellt und so skandalisiert. Sie ist ein häufiges Mittel psychologischer Kriegführung und kann im Krieg zur Motivation der eigenen Streitkräfte und Bevölkerung oder zur Beeinflussung der Weltöffentlichkeit eingesetzt werden.
Der Begriff „Gräuelpropaganda“ ist nicht wertneutral, sondern wirft dem Urheber der (vermeintlichen) Propaganda eine bewusst verfälschte Darstellung von Sachverhalten vor und wird selbst häufig propagandistisch eingesetzt. So wurde er insbesondere im Nationalsozialismus, nach ähnlichen Ausdrücken wie zur Zeit des Ersten Weltkrieges verwendet.

## Deutung im Nationalsozialismus
In der Zeit des Nationalsozialismus in Deutschland waren Gräuelhetze, Gräuelnachrichten, Gräuelmärchen oder Verbreitung von Gräuelpropaganda Bezeichnungen von Straftatbeständen, die nach der sogenannten Verordnung zur Abwehr heimtückischer Angriffe gegen die NS-Regierung am 21. März 1933 vor Sondergerichten streng geahndet wurden. Ein Jahr später wurde die Verordnung durch das Heimtückegesetz abgelöst. Zwar wurden die Begriffe im Gesetzestext nicht verwendet, aber mit diesen in Beziehung gesetzt. So notierte Victor Klemperer am 27. März 1933: „Die Weltjuden treiben Greuelpropaganda und verbreiten Greuelmärchen, und wenn wir hier im geringsten etwas davon erzählen, was Tag für Tag geschieht, dann treiben eben wir Greuelpropaganda und werden dafür bestraft“. In einer 1937 herausgegebenen Presseanweisung hieß es zur Vermeidung des Begriffes:

„Es wird gebeten, das Wort ›Propaganda‹ nicht mißbräuchlich zu verwenden. ›Propaganda‹ ist im Sinne des neuen Staates gewissermaßen ein gesetzlich geschützter Begriff geworden und soll nicht für abfällige Dinge verwendet werden. Es gibt also keine ›Greuelpropaganda‹, keine ›bolschewistische Propaganda‹, sondern nur eine Greuelhetze, Greuelagitation, Greuelkampagne usw. Kurzum – Propaganda nur dann, wenn für uns – Hetze, wenn gegen uns“

## Beispiel Erster Weltkrieg
In österreichischen Zeitungen erschienen Berichte, „die serbischen Soldaten besäßen eine wahre Vorliebe, den österreichischen Verwundeten die Augen auszustechen“. Carl Brockhausen deckte diese Berichte als Gräuelpropaganda auf, indem er zahlreiche österreichische Lazarette besuchte, aber keine Opfer einer solchen Verstümmelung finden konnte. So motiviert initiierte er die Gründung der Internationalen Rundschau um gegen „systematische wie gedankenlose Volksverhetzung“ anzugehen.
Laut alliierter Gräuelpropaganda hätten deutsche Soldaten Säuglinge auf Bajonetten gepfählt.

## Beispiel Nahostkonflikt
Im Israel-Palästina-Konflikt wirft die eine Seite dem Gegner Kriegsverbrechen (hier: Bombenangriffe auf Zivilisten) vor, die andere Seite bezichtigt den Gegner der Propaganda, beide Seiten werfen sich gezielte Fälschung und Desinformation vor („Krieg der Bilder“). Beispielhaft erregte hier der „Mann mit dem grünen Helm“ (green helmet man) Verdacht, der nach einem Angriff der israelischen Armee auf das Dorf Kana im Südlibanon im Jahr 2006 auf auffällig vielen Fotos tote und verletzte Kinder in die Kamera hielt.

## Beispiel Zweite Republik (Österreich)
Im Mai 2018 bezeichnete der österreichische Bundeskanzler Sebastian Kurz, Warnungen, wonach Spitäler geschlossen würden oder der Sozialstaat in Gefahr sei, als reine Gräuelpropaganda. Ebenfalls im Mai 2018 warf der österreichische Wirtschaftskammerpräsident Harald Mahrer den Arbeitnehmervertretern von Arbeiterkammer und ÖGB im Zusammenhang mit einer Flexibilisierung der Arbeitszeit Gräuelpropaganda vor. In einer Presseaussendung bezeichnete Gernot Darmann im Mai 2018 den Kärntner Landeshauptmann Peter Kaiser als „Sprachrohr für Kern’s Gräuelpropaganda“.